# بلاش پنجم

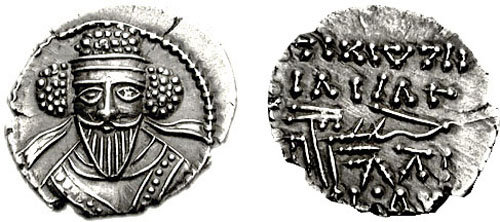
سکه بلاش پنجم

بَلاش پنجم یا وَلَگَش پنجم (به پارتی: 𐭅𐭋𐭂𐭔) بیست و هشتمین و از آخرین شاهنشاهان خاندان اشکانی است که از سال ۱۹۱ تا ۲۰۸ میلادی شاهی کرد. وی همچنین با عنوان واقارش دوم (به ارمنی: Վաղարշ Բ) از سال ۱۸۰ تا ۱۹۱ میلادی پادشاه سلسله اشکانی ارمنستان بود. وی جانشین و پسر بلاش چهارم بود. در منابع قدیمی بلاش ششم را بلاش پنجم نامیده‌اند و به این ترتیب بلاش پنجم را نیز بلاش چهارم دانسته‌اند.
از وقایع دوران حکومت او در ارمنستان اطلاعات چندانی در دست نیست، به جز اینکه می‌دانیم او پسرش رِو اول (۱۸۹–۲۱۶) را در سال ۱۸۹ بر تاج و تخت  ایبری نشاند. مشخص نیست که انتقال قدرت از بلاش چهارم به بلاش پنجم مسالمت آمیز بوده است یا اینکه بلاش پنجم در یک جنگ داخلی تاج و تخت را به دست گرفته است. زمانی که بلاش پنجم شاهنشاه امپراتوری اشکانی شد، تاج و تخت ارمنستان را به پسرش خسرو اول (حک. ۱۹۱–۲۱۷) سپرد.
سلطنت بلاش پنجم با جنگ با امپراتوری روم ادامه یافت که از سال ۱۹۵ تا ۲۰۲ به طول انجامید و منجر به تصرف کوتاه مدت پایتخت اشکانیان، تیسفون، و تأیید مجدد حکومت رومیان در ارمنستان و شمال بین النهرین از سوی حکومت اشکانی شد. در همان زمان، درگیری داخلی در قلمرو اشکانی رخ داد و یک شاهزاده محلی پارسی به نام  بابک، پایتخت پارس، استخر را تصرف کرد. این اتفاق سنگ بنای ظهور ساسانیان را گذاشت.

## نام
نام بلاش در زبان پارتی وَلَگَش (𐭅𐭋𐭂𐭔) است که در زبان پهلوی به وَرداخش (یا وَلاخش) تغییر یافت و در زبان فارسی نو تبدیل به بلاش شد. ریشه این نام نامشخص است. اما طبق باور فردیناند یوستی، ایران شناس مشهور آلمانی، نام پارتی وَلَگَش ترکیبی از دو واژه «قدرت» (وارَدا) و «خوش چهره» (گَش یا گِش) است.
شکل یونانی - لاتینی این نام ولوگاسس (Vologases) است.

## سالشمار
- ۱۹۱ میلادی: مرگ بلاش چهارم و تاجگذاری بلاش پنجم.[۲]
- ۱۹۵ میلادی: سپتیموس سوروس امپراتور روم به قلمروی بلاش پنجم حمله کرد.[۲]
- ۱۹۹ میلادی: تسخیر تیسپون توسط سپتیموس سوروس
- ۲۰۲ میلادی: پیمان صلح میان اشکانیان و رومیان
- ۲۰۸ میلادی: مرگ بلاش پنجم

## زندگینامه

### سلطنت ارمنستان
بلاش در جوانی فرمانروای ارمنستان شد و جانشین فرمانروای رومی آنجا، سوهه‌موس شد. در طول قرون اول و دوم میلادی، تاج و تخت ارمنستان معمولاً به یکی از بستگان نزدیک شاهنشاه اشکانی، داده می‌شد. این حاکمان به خود لقب «شاه بزرگ ارمنستان» را می‌دادند. به گفته آگاتانگلوس، مورخ ارمنی قرن پنجم، پادشاه ارمنستان در امپراتوری اشکانی رتبه دوم را داشت و تنها شاهنشاه اشکانیان مقامی بالاتر از او داشت. لی پترسون، مورخ، معتقد است که احتمالش وجود دارد که آگاتانگلوس در اهمیت سرزمین خود اغراق کرده باشد. بر خلاف هشت شاهزاده اشکانی قبلی که بر ارمنستان حکومت می کردند، بلاش موفق شد از سلطنت فرزندانش بر تاج و تخت ارمنستان اطمینان حاصل کند. فرزندان بلاش تا زمان سقوط سلسله اشکانی ارمنستان توسط ساسانیان در سال ۴۲۸ بر ارمنستان حکومت کردند. بلاش در دوران حکومت خود در ارمنستان، در سال ۱۸۹ موفق شد رِو اول (که مادرش خواهر آمازاسپ دوم، فرمانروای فرنوازی، بود) را بر تاج و تخت ایبری بنشاند. نوادگان او تا سال ۲۸۴ بر ایبری حکومت کردند تا اینکه خانواده اشکانی دیگری به نام  مهرانیان جایگزین آنها شدند.

### شاهنشاه امپراتوری اشکانی
بلاش در سال ۱۹۱، پس از مرگ پدرش بلاش چهارم، بر تخت پادشاهی اشکانی نشست و تاج و تخت ارمنستان را به پسرش خسرو اول (حک. ۱۹۱–۲۱۷) واگذار کرد. اینکه این انتقال قدرت مسالمت آمیز بوده یا بلاش در طی یک جنگ داخلی قدرت را به دست آورده است، نامشخص است. با این حال جانشینی بلاش، بدون درگیری نبوده است. یک شاهزاده شورشی به نام خسرو دوم، پیش از به سلطنت رسیدن او، در ماد دست به شورش زده بود. اما به نظر می‌رسد بلاش توانست به سرعت او را سرکوب کند.

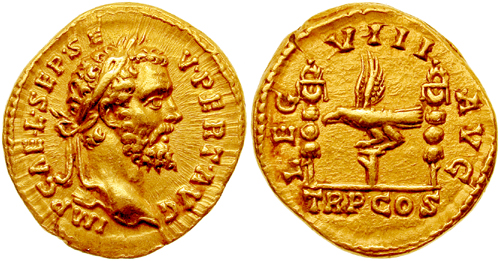
سکه امپراتور روم، سپتیموس سوروس، که بلاش پنجم را شکست داد

بلاش از امپراتور پسنیوس نیگر (حک. ۱۹۳–۱۹۴) در مبارزه او برای تاج و تخت روم علیه امپراتور سپتیموس سوروس (حک. ۱۹۳–۲۱۱) در سال ۱۹۲-۱۹۳، در طول سال پنج امپراتور، حمایت کرد. علاوه بر این، او همچنین در امور دولت‌های تابع روم در شمال بین النهرین — آدیابن و اسرئون — مداخله می‌کرد. به همین دلیل، سپتیموس سوروس که در این مبارزه پیروز ظاهر شد، در سال ۱۹۵ به امپراتوری اشکانی حمله کرد. سوروس تا بین النهرین پیشروی کرد، اسروئن را به استان رومی تبدیل کرد و تیسفون پایتخت اشکانیان را در سال ۱۹۹ تصرف کرد. در همان زمان شورش هایی در استان های ماد و پارس دوره اشکانی رخ داد. سپتیمیوس سوروس اکنون خود را «پارتیکوس ماکسیموس» («پیروز بزرگ در پارت») اعلام کرد. با این حال، او نتوانست فتوحات خود را، بدلیل کمبود مواد غذایی و نیروی کمکی، حفظ کند. در نتیجه با نیروهای خود عقب نشینی کرد. در طول عقب نشینی، او دو بار تلاش بیهوده ای برای فتح شهر هتره کرد و سپس به سوریه بازگشت.
در سال ۲۰۲، میان اشکانیان و روم صلح برقرار شد و اشکانیان حاکمیت رومیان در ارمنستان و شمال بین النهرین را به رسمیت شناخت. تورج دریایی، ایران شناس مشهور، استدلال می کند که سلطنت بلاش «نقطه عطفی در تاریخ اشکانیان بود، زیرا این سلسله در این زمان اعتبار خود را از دست داد». پادشاهان پارس دیگر نمی‌توانستند به اربابان ضعیف‌شده اشکانی خود تکیه کنند. در واقع، در سال ۲۰۵/۲۰۶،  بابک، یک حاکم محلی در پارس، شورش کرد و ارباب خود، گوچهر، را سرنگون کرد و پایتخت پارس، استخر را برای خود گرفت و اعلام استقلال کرد. پسرش اردشیر اول به فتوحات خود ادامه داد و امپراتوری اشکانی را سرنگون کرد و در سال ۲۲۴ امپراتوری ساسانی را تأسیس کرد.
بلاش در سال ۲۰۸ درگذشت و پسرش بلاش ششم (۲۰۸–۲۲۸) جانشین او شد اما پسر دیگر او به نام اردوان چهارم (۲۱۶–۲۲۴) چند سال بعد تلاش کرد تا تاج و تخت را تصاحب کند. اما این منجر به جنگ داخلی شد و تجزیه امپراتوری اشکانی شد.